# Marek z Bzowa
Marek z Bzowa Bzowski herbu Ostoja (zm. po 1405) – dziedzic dóbr ziemskich w Bzowie i Tązowie (obecnie część Karlina).

## Życiorys
Marek z Bzowa Bzowski należał do rodu szlacheckiego Ostojów. Pochodził z rodziny osiadłej w Bzowie w dawnym pow. lelowskim,  w par. Kromołów. W tej wsi obok przedstawicieli Ostojów dziedziczyli także rycerze innych herbów - Cielątkowa, Nowina, Prus, Pilawa oraz Przeginia i Zadora. Jego małżonką była Piechna, z którą miał córki - Machnę, małżonkę Swacha z Bzowa i Kachnę, żonę Sobka z Grabowej. Jego bratem rodzonym był Stanisław z Bzowa a stryjecznym Janik z Janikowic, protoplasta Janikowskich herbu Ostoja. 
W roku 1388 kupił od brata Stanisława za 16 grzywien dom, ogród i role w Bzowie, należące niegdyś do ich matki. W roku 1398 dowodził swego szlachectwa i przynależności do rodu Ostojów gdyż został naganiony przez Jaszka z Tązowa. W tej sprawie przedstawił przed sądem następujących świadków: Świętosława z Kamienia, Marka i Mikołaja z Kępy, Wacława i Dzierżysława z Marcinowic oraz Piotra z Dobrakowa, którzy zeznali, że naganiony jest ich bratem herbowym z rodu Ostojów. Pięć lat później zastawił za 40 grzywien Maczkowi z Chechła i jego żonie Klarze swoje części w Bzowie i Tązowie (Wieś Tązów dziś nie istnieje. Obecnie jest częścią Karlina, gniazda rodowego Karlińskich h. Ostoja). W 1405 roku Marek z Bzowa kupił od Jana i Grzegorza z Bzowa za 29 grzywien półgroszy całe części ich dziedziny w Bzowie. Nie żył już w 1428 roku, kiedy wdowa po nim Pachna zastawiła siedlisko z niwą w Bzowie córce Machnie, żonie Swacha z Bzowa. 
Być może, Marek z Bzowa był tą samą osobą co Marek Jajko (syn Mikołaja Jajko z Bzowa), który w roku 1403 dowiódł swego szlachectwa i herbu Przeginia. Według A. Bonieckiego osoby te były tożsame.